# Dobrzyca
Dobrzyca é um município da Polônia, na voivodia da Grande Polônia, no condado de Pleszew, sede da comuna urbano-rural de Dobrzyca. É a segunda cidade no condado em termos de número de habitantes. Estende-se por uma área de 19,70 km², com 3 187 habitantes, segundo os censos de 2016, com uma densidade de 161,8 hab/km².

## Localização
Localiza-se no planalto de Kaliska, próximo do rio Potoka (até o século XVI era chamado de rio Dobrzyca), que deságua no Lutynek. 11 km a leste de Koźmin Wielkopolski, 17 km ao sudeste de Jarocin, 12 km a sudoeste de Pleszew. Encontra-se na interseção das estradas dos condados de Ostrów Wielkopolski a Jarocin e de Pleszew a Krotoszyn e Koźmin Wielkopolski. Na cidade, existia a estação ferroviária de Dobrzyca da seção demolida da Estrada de ferro de acesso Krotoszyńska.
Os trens pararam de circular em 12 de janeiro de 1986. Atualmente, a parada ferroviária ativa mais próxima é em Kotlin, cerca de 10 km na direção nordeste e serve conexões com as estações Poznań Główny, Kępno, Ostrów Wielkopolski, Łódź Kaliska, Odolanów e Ostrów das 4h40 às 22h57.
As conexões com outras cidades são fornecidas pela Jarocin Bus Lines, Pleszew Bus Lines e MZK Ostrów Wielkopolski. A estação ferroviária que serve ligações regionais e nacionais é a estação Pleszew em Kowalewo, localizada a aproximadamente 12 km de distância. O conector local da rota de bicicletas Trans Grande Polônia passa por Dobrzyca. É marcada como uma trilha azul para bicicletas. Leva de Twardów a Kotlin, Strzyżew, Dobrzyca a Pleszew.

## História
Escavações arqueológicas documentam o passado de Dobrzyca desde os tempos romanos.
Dobrzyca tomou o nome do seu primeiro proprietário, Mikołaj Dobrzycki, do brasão de Leszczyc, cuja inscrição nos livros de terras provém de 1327. O povoado desenvolveu-se graças à rota comercial que vai de Koźmin a Kalisz. A fundação da cidade (na Lei de Magdeburgo) ocorreu provavelmente antes de 1440. Presume-se hoje que os direitos de cidade e o brasão de armas foram concedidos em 16 de maio de 1440 pelo rei Ladislau III da Polônia.

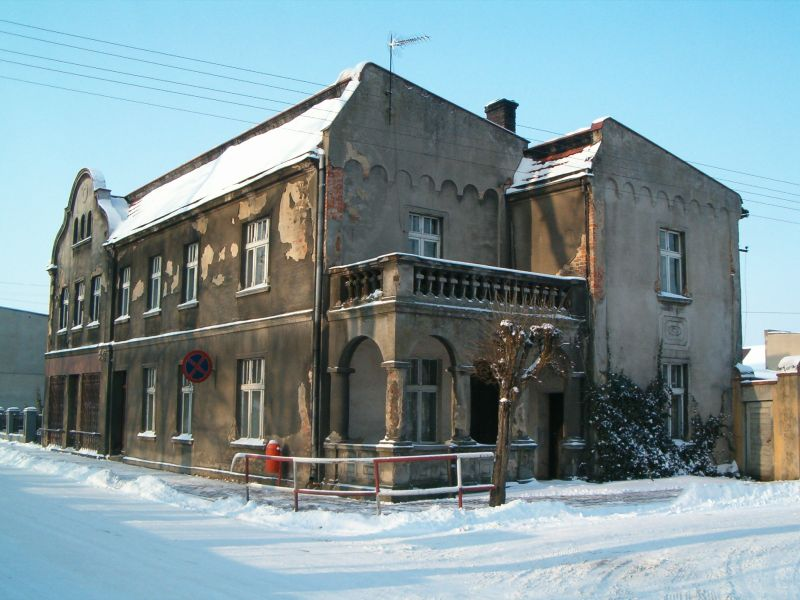
Casa de 1844 na rua Pleszewska 1 (monumento n.° 1209)

Com o recebimento dos direitos de cidade, Dobrzyca foi dividida em cidade de Dobrzyca e aldeia de Dobrzyca também chamada de Klonów. Dobrzyca e Klonów eram separadas pelo rio Patoka. A obtenção de direitos de cidade também contribuiu para o rápido crescimento econômico (o direito a realização de feiras e mercados foi muito importante). A cidade tornou-se muito próspera num ritmo muito rápido, graças à sua localização favorável na rota comercial que vai de Koźmin Wielkopolski a Kalisz. Os habitantes foram autorizados a plantar pomares entre a aldeia de Dobrzyca e o moinho junto à lagoa. Estavam isentos de qualquer trabalho para a corte. Tinham também o direito de utilizar as pastagens da corte, recolher lenha e cortar madeira para construção. Durante a Guerra dos Treze Anos, em 1458, Dobrzyca enviou um regimento de infantaria em socorro à guarnição polonesa sitiada no Castelo de Malbork.

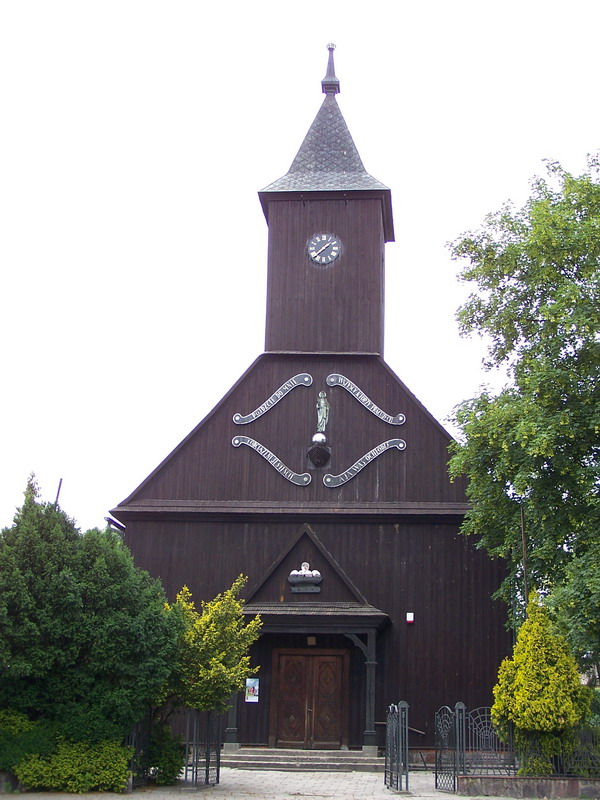
Igreja paroquial de Santa Tecla, de madeira

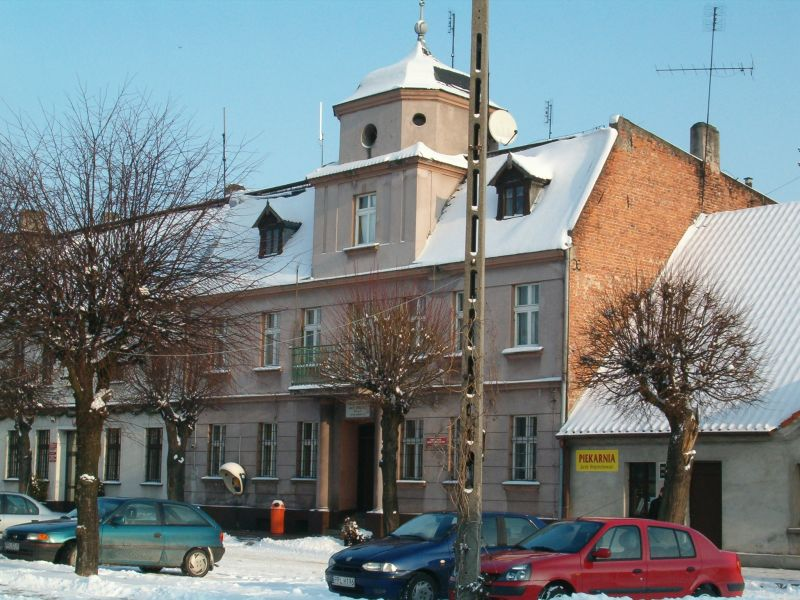
Prefeitura construída na virada das décadas de 1920 e 1930

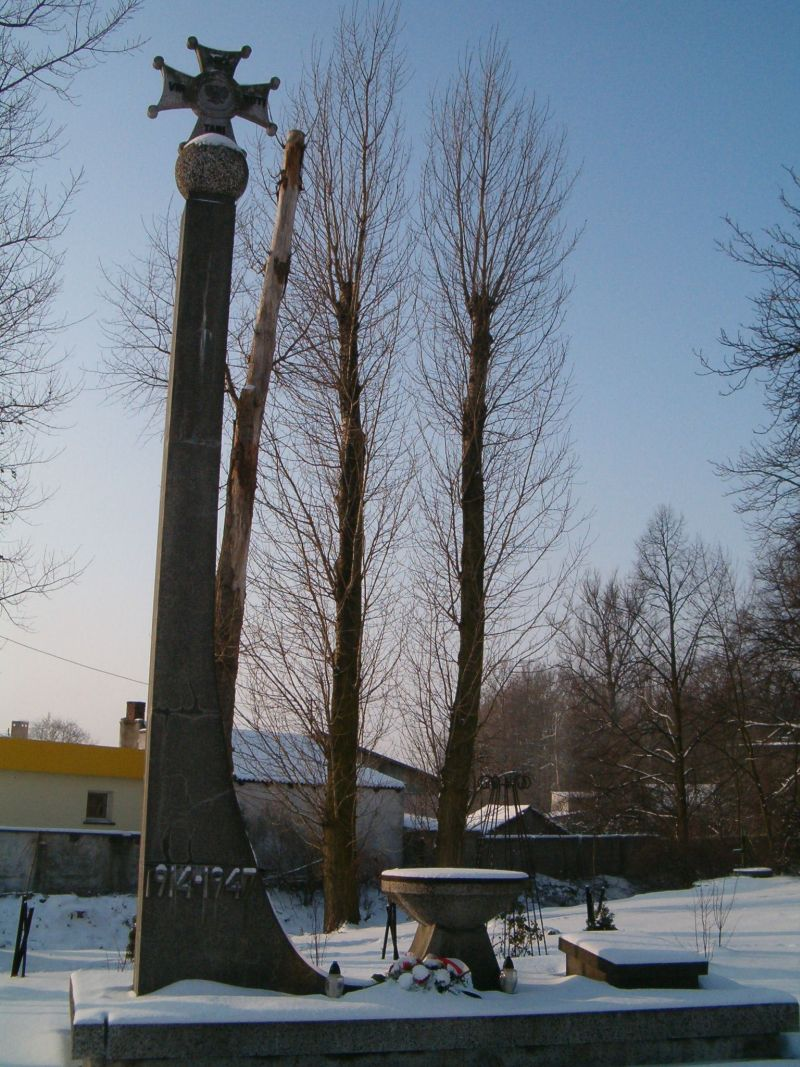
Monumento aos mortos na luta pela independência e defesa de sua terra natal

A riqueza da cidade pode ser comprovada por um registo no Livro da Cidade de 1618, no qual os rendimentos ascendiam a 15 florins e 24 grossos.
Naquela época, Dobrzyca era uma pequena cidade agrícola. O livro de batismo da igreja paroquial de Santa Tecla de 1603 a 1640 lista numerosos artesanatos realizados pelos habitantes: moagem, padaria, açougue, óleo, marcenaria, carpintaria, cooperativa, ferraria, carvoaria, fabricação de rodas, calçados, confecção de roupas, curtimento e cerâmica. Apesar de artesanatos tão variados, a cidade não tinha mais que mil habitantes.
No século XVI, surgiram os Irmãos tchecos, um movimento social e religioso. No século XVII, durante a invasão sueca, Dobrzyca foi destruída.
Em 1655, Dobrzyca e cidades próximas como Budy, Koźmin Wielkopolski, Galew e Borzęcice tornaram-se um ponto de parada para o exército do general Jerzy Sebastian Lubomirski (segundo a lenda, o próprio Lubomirski dormiu no palácio de Dobrzyca), que derrotou o exército real perto de Częstochowa em 10 de agosto, mas sofrendo perdas consideráveis, voltou à Grande Polônia.
Dobrzyca sofreu vários desastres, como epidemias de cólera em 1624 e 1707-1712, além de incêndios, entre outros em 1545, 1611, 1752, 1753, 1756, 1777, 1820 e em 23 de setembro de 1838.
No final do século XVIII ocorre a recuperação econômica. Após o incêndio em 1777, a cidade foi reconstruída e dotada de uma clara expressão arquitetônica com uma praça principal quadrilateral. Em 1778, a atual igreja de madeira foi construída com belo mobiliário interior, rococó uniforme dos anos 1780-1783, feita pelo escultor de Kalisz, Franciszek Eytner.
A cidade recebeu novos privilégios, por exemplo, a de poder organizar doze feiras anuais, além do aumento do número de artesãos. Durante a partição prussiana, Dobrzyca pertenceu ao condado de Krotoschin (1793-1919). Segundo o censo oficial de 1837, a cidade tinha 937 habitantes, que viviam em 122 casas.
Durante a Primavera das Nações, em 1848, os habitantes da cidade protestaram contra as autoridades prussianas. O Comité Nacional do Condado era chefiado pelo habitante de Sośnica, o patriota - Michał Chłapowski.
O final do século XIX foi o período em que as primeiras instalações industriais se estabeleceram em Dobrzyca, por exemplo, uma fábrica de lacticínios, uma fábrica de pantufas, também o Círculo Agrícola, um banco popular, organizações sociais e culturais como o Círculo dos Cantores, a ainda em funcionamento, Irmandade Chanterelle e a Brigada de incêndio de voluntários.
Depois que a Polônia recuperou a independência, Dobrzyca ficou sendo um centro de artesanato e serviços. A Associação dos Industriais operava.
Numerosas organizações seculares e eclesiásticas foram fundadas, por exemplo, a Sociedade Wincentek, a Associação Católica de Jovens, a Associação dos Camponeses, a Brigada de incêndio voluntária, a Sociedade Polonesa de Ginástica "Sokół", a Sociedade Católica dos Trabalhadores Poloneses.
Dobrzyca perdeu os direitos de cidade em 1934 devido à quantidade de habitantes insuficiente (1 187, o Conselho de Ministros considerava o nível mínimo de 3 000 habitantes na época).
Em 1939, a ocupação alemã começou em Dobrzyca (a administração da ocupação impôs o nome Dobberschütz / Wartheland, que esteve em vigor até a entrada do exército soviético em 24 de janeiro de 1945).
No período pós-guerra, o movimento cooperativo desenvolveu-se (por exemplo, Cooperativa de Produção Agrícola, Cooperativa Municipal, Cooperativa de Círculos Agrícolas, Cooperativa de Lacticínios). Muitas instalações foram criadas, tais como: Centro Municipal de Saúde, Escola Primária, Banco Cooperativo. Entre as instalações renovadas e ampliadas estão: o Centro Cultural Municipal e a Biblioteca Pública Municipal.
Foi criada uma Cooperativa de Habitação em Dobrzyca. Graças à remoção dos inquilinos do Palácio Gorzeński, pode ser criado um Museu dos Proprietários de Terras em Dobrzyca - Complexo Palácio e Parque.
Nos anos 1975-1998, a cidade pertencia administrativamente à voivodia de Kalisz. No dia da reforma administrativa em 1999, Dobrzyca foi incluída no condado de Pleszew e se viu dentro das fronteiras da voivodia da Grande Polônia.
Desde 1990, existe a Sociedade dos Amantes da Terra de Dobrzycka, que foi a iniciadora e editora da revista mensal local Notatki Dobrzyckie. Em 1997, foi inaugurada uma filial da Universidade do Povo da Grande Polônia.
Em 2014, recuperou os seus direitos de cidade.
A concessão do estatuto de cidade a Dobrzyca em 2014 foi a primeira vez no século XXI que uma cidade situada na voivodia da Grande Polônia obtinha os direitos de cidade. O ato anterior teve lugar em 2000 e dizia respeito à cidade de Nekla (condado de Września). Seguindo o exemplo de Dobrzyca, outras cidades da Grande Polônia iniciaram esforços para recuperarem os seus direitos de cidade. Em 2015 o estatuto de cidade foi recuperado por Chocz, em 2016 por Jaraczewo e em 2017 por Opatówek.

## Proprietários

### Da Idade Média ao Renascimento

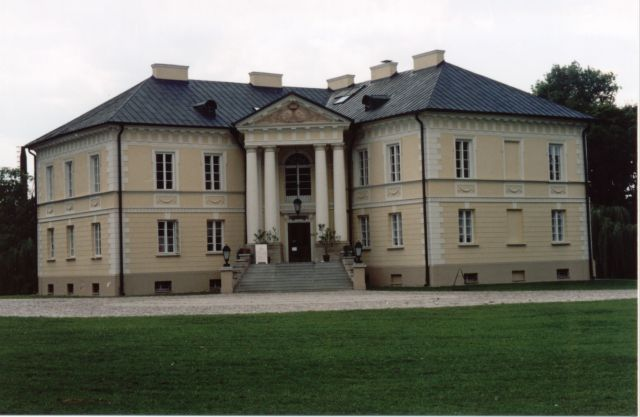
Palácio Gorzeński, agora Museu dos Proprietários

O nome Dobrzyca apareceu pela primeira vez num documento de 1327, emitido pelo juiz Jakub de Kalisz; uma testemunha apareceu lá - Nicolao de Dobrycia (Mikołaj Dobrzycki) do brasão de Leszczyc. A colonização desenvolveu-se graças à rota de comércio que vai de Koźmin até Kalisz. A cidade foi fundada (na Lei de Magdeburgo) provavelmente antes de 1440, porque nesse ano veio um documento que confirmava os direitos dos habitantes de Dobrzyca, emitido pelo então herdeiro, Tumlin de Dobrzyca. No século XV, Przybysław, Jan Grzymek, sua mãe Chwałka, depois Maciej e Tomisław escreveram cartas enviadas de Dobrzyca, e finalmente o acima mencionado Tumlin, que apareceu em fontes nos anos 1435-1453. Tumlin era uma pessoa de confiança do então voivoda de Poznań, Łukasz I Górka. Nos anos 1447-1448 e 1451-1452 ele foi o burgrave de Kalisz, e depois representou o voivoda nas suas várias funções.
Um outro Dobrzycki foi mencionado em 1491: Grzymale de Dobrzyca, juiz de Kalisz. Dobrzyca era então o centro da propriedade, que consistia na vila de Dobrzyca, duas granjas e a vila de Strzyżew. No entanto, a propriedade foi dividida muito rapidamente. Em 1510 a divisão ocorreu entre Grzymisław e os seus sobrinhos Jan e Mikołaj. Jan, casado em 1513 com Katarzyna Świańczyńska, assume todas as partes da propriedade dos Dobrzycki que lhe pertenciam do pai, renunciando ao irmão de uma parte da aldeia de Lgoty, que durante os próximos séculos estará ligada à linha da família Dobrzycki iniciada por Mikołaj. Jan Dobrzycki herdou a propriedade durante cerca de 20 anos e morreu provavelmente por volta de 1532. O proprietário seguinte foi o filho de Jan, nascido da segunda relação com Dorota Zdunowska - Wojciech.
Esta condição durou pelo menos até 1550. Em 1579, metade da propriedade foi adquirida por Dobrogost Cielecki do brasão de Zaręba. Esta divisão foi mantida durante os anos seguintes.

### Séculos XVII e XVIII

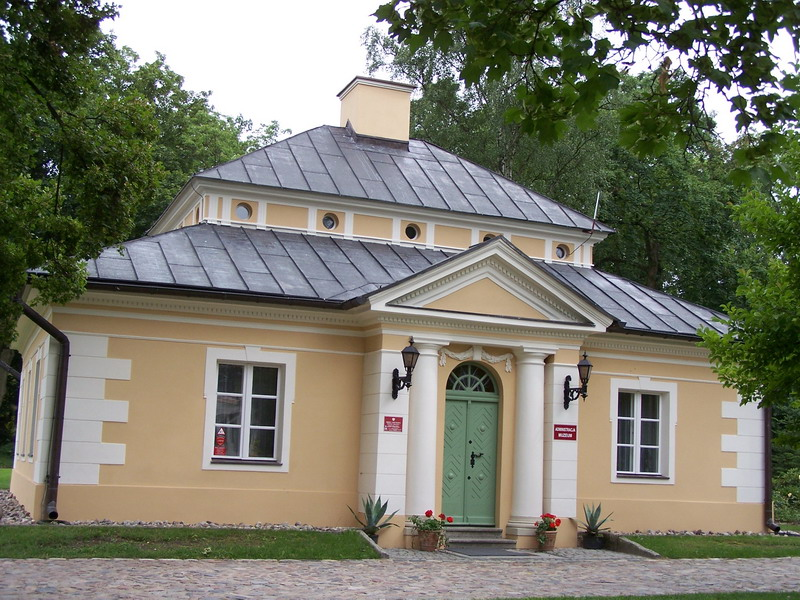
Complexo do Palácio: Casa do Jardineiro (anexo), final do século XVIII

O registro seguinte é apenas a partir de 1632. Segundo ele, parte da propriedade estava nas mãos de Adam Franciszek Dobrzycki, que morreu por volta de 1612. Após sua morte, a propriedade passou para as mãos de seu filho Jan, que morreu em 1631. Os próximos proprietários dos Dobrzycki foram Adam Franciszek (falecido em 1660) e seus filhos: Chryzostom (falecido em 1667) e Jan (falecido em 1690). A outra metade estava nas mãos de Gabriel Bojanowski, do brasão de armas de Junosza. Seu filho Władysław realizou muitas operações financeiras estranhas, vendendo sua propriedade em 1632 para Chrysostom Mycielski, do brasão de armas de Dołęga. Três anos depois, em 1635, o bem foi adquirido por Stanisław Przyjemski, do brasão de Rawicz, marechal da corte real e a starosta generalny da Grande Polônia (morto em 1642). Em 1638, Jan Szołdrski assumiu os emblemas de Łódź. Por volta de 1650, Stanisław Jaskólski tornou-se proprietário de Dobrzyca, starosta de Krzeminski, seguido por seu filho e netos.
Foi somente após 1697 que toda a propriedade retornou para as mãos de Michał Dobrzycki. No entanto, essa informação não é totalmente confiável, porque por volta de 1662, uma parte da cidade e a vila de Dobrzyca, juntamente com Klonów, pertenciam a Piotr e Jan Żychliński, do brasão de armas de Szeliga, e da viúva de Jan, Anna de Powodowa Podolsk, que tinha uma mansão de madeira com dois quartos. A parte restante de Dobrzyca pertencia a Barbara Walewska, esposa de Piotr, o starosta de Sieradz.
Finalmente, em 1717, a viúva de Michał, Dobrzycka, nascida Radzewski (junto com seus filhos, Antoni, Franciszek, Ignacy e Józef) vendeu Dobrzyca a Aleksander Gorzeński, brasão de Nałęcz, um espadachim de Kalisz. Aleksander após a morte de sua esposa, Anna Koźmińska, em 1726 tornou-se um clérigo. Inicialmente, foi padre em Dobrzyca, mais tarde, arquidiácono e oficial de Kalisz e, finalmente, vigário-geral da Arquidiocese de Gniezno.
Em 21 de março de 1739, Aleksander vendeu Dobrzyca, juntamente com Klonów, Izbiczno e Koryta a seu filho Antoni Gorzeński (1710-1773). Este foi sucessivamente o caçador, carpinteiro e alferes de Kalisz, cônsul-geral da confederação dos advogados. Em 1770, a propriedade dos Dobrzycki foi sobrecarregada pelo exército russo com uma alta contribuição.

### Séculos XVIII e XIX

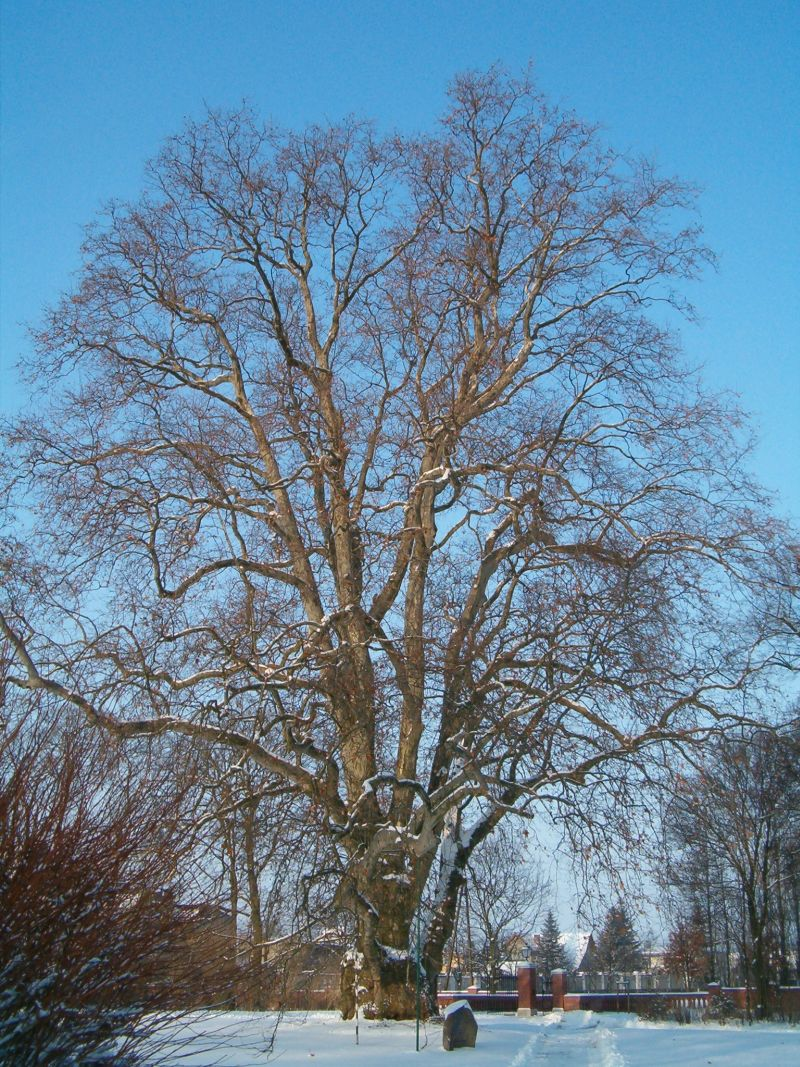
"Plátano Constitucional" no Complexo do Palácio e Parque desde 1791

Um ano antes de sua morte, em 20 de junho de 1772, Antoni vendeu a propriedade em Dobrzyca para seu filho Augustyn Gorzeński por 280 000 złotys. Augustyn subiu rapidamente na carreira, foi sucessivamente carpinteiro, alferes, comandante de Poznań e, a partir de 1788, ajudante de ordens do rei Estanislau II Augusto. Em 1774, obteve o título de conde prussiano e, durante o período do Ducado de Varsóvia, foi senador e voivoda de Poznań. Ele também foi membro do Grande Sejm, cocriador da Constituição de 3 de maio. Voltou para suas propriedades, que na época incluíam Dobrzyca - uma cidade e três aldeias: Klonów, Izbiczno e Strzyżew e começou a reconstrução da residência herdada. Confiou essa tarefa ao famoso arquiteto de Varsóvia, Stanisław Zawadzki. Devido às conexões de Gorzeński com a Maçonaria, o simbolismo arquitetônico do palácio se refere às tradições maçônicas. Augustyn foi casado duas vezes: a primeira vez com Aleksandra Skórzewska, de Łabiszyn (morta em 1802), e a partir de 1813 com uma mulher desconhecida, Błonska. Morreu sem deixar filhos em 1816 e deixou Dobrzyca para filho de sua irmã Kordula Turno, do brasão de armas de Nałęcz, mãe do general Kazimierz Turno, brasão Trzy Kotwice (casado com Helena Rogaliński), e após sua morte em 1817, seu filho, Jan Napoleon Turno, assumiu a posse da propriedade.
Os bens mal geridos e endividados foram leiloados em 1835. A propriedade dos Dobrzycki foi adquirida pelo Barão Friedrich Heinrich Ernst von Kottwitz em 1838 pelo seu filho Friedrich. Em 1841 deu Dobrzyca à sua filha e ao seu marido. Depois, em 1866-1890, Dobrzyca foi gerida por Arthur Bandellow (filho de Friedrich e Lois, neto do Barão Kottwitz), que arruinou completamente a economia, negligenciando não só o palácio, mas também as fazendas.
Em 1890, a propriedade negligenciada foi comprada para o seu filho Józef pelo conde Zygmunt Czarnecki do brasão Prus III (1823-1908), o proprietário das vilas de Rusko, Gogolewo, Siekowo e Przybysław, um conhecido bibliófilo, erudito, dono de uma enorme e significativa coleção de livros de cerca de 7 000 volumes (vendidos após a sua morte à Biblioteca Bavorowski, em Lviv, grande parte dos quais, salvos dos soviéticos, está agora na Biblioteca Nacional em Varsóvia) e pesquisador da história da Maçonaria. Conde Jozef Czarnecki (1857-1922), foi casado com Stanisławą de Lipski, do brasão de Grabie, neta do General Kazimierz Turno.

### Século XX

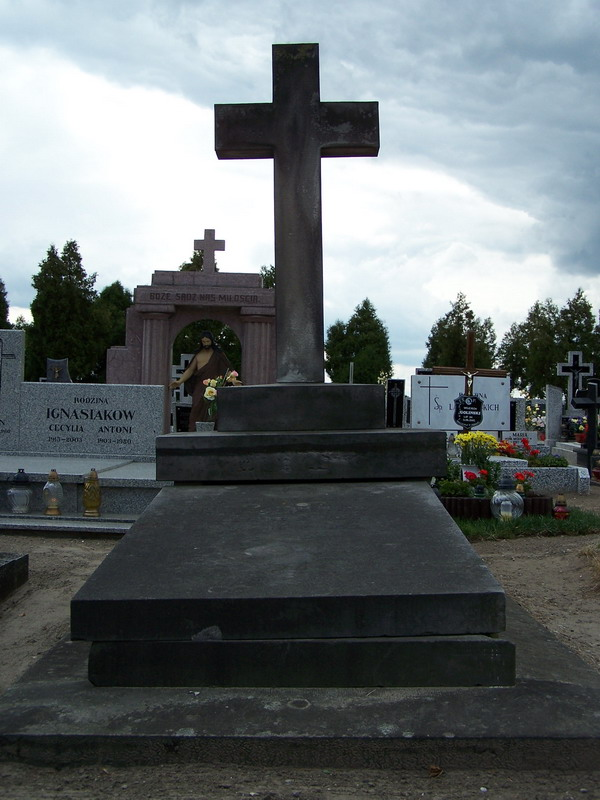
Túmulo de Józef Czarnecki em Dobrzyca

O novo proprietário tomou conta da propriedade. Como membro do departamento distrital, iniciou a construção, passando por Dobrzyca, da ferrovia de acesso Krotoszyńska entre Krotoszyn e Pleszew. A primeira etapa (na seção Krotoszyn-Dobrzyca) foi inaugurada em 15 de maio de 1900; a segunda (na seção Dobrzyca - Pleszew) - em 10 de julho de 1900, Czarnecki também foi o fundador (junto com o padre Stanisław Niziński) do Círculo Agrícola, a que ele próprio presidiu durante vários anos, e, em 1898, do Banco Popular, onde assumiu a presidência do Conselho de Fiscalização. Em 1898, o Conde Czarnecki, juntamente com o já mencionado padre Stanislaw Nizinski e o anfitrião, Andrzej Morkowski, iniciaram a criação do Banco Cooperativo, que iniciou a sua atividade em 10 de abril de 1898.
Józef Czarnecki morreu a 18 de outubro de 1922 (foi enterrado no cemitério paroquial de Dobrzyca), e o seu filho, Stefan, herdou suas propriedades. Durante a administração do Conde Stefan Czarnecki, o palácio recebeu a visita do Marechal Edward Rydz-Śmigły.
A propriedade esteve nas mãos da família Czarnecki até ao início da Segunda Guerra Mundial. Em setembro, Stefan Czarnecki entrou para o exército, em 1945 foi martirizado no campo de trabalhos forçados soviético em Kolimá (morreu sem deixar herdeiro). A sua mãe permaneceu no palácio, a condessa Stanisława Czarnecki de Lipski (1863-1948) com as suas filhas Wanda e Stanisława, que, juntamente com os proprietários de terras presos ou confinados, foram deportadas para Koźmin. Já nessa altura, o espólio dos Czarnecki estava extremamente endividado, tal como muitas outras propriedades, às quais o Primeiro-ministro Władysław Grabski impôs - como se verificou - demasiadas obrigações financeiras.

## Natureza

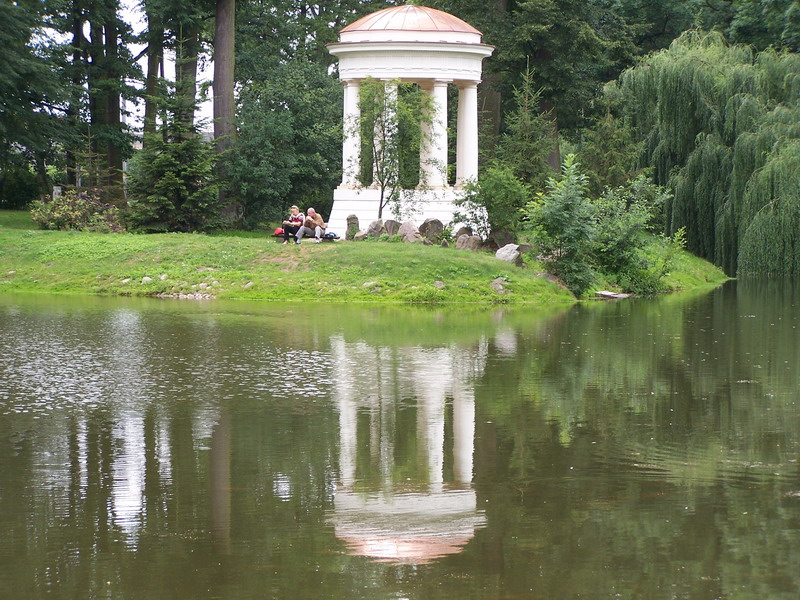
Ilha artificial com um monóptero do Palácio e o Complexo do Parque em Dobrzyca

- Parque paisagístico do palácio, nele existe um plátano chamado "Plátano Constitucional", com uma circunferência de 1042 cm e uma altura de 37 m - uma das maiores da Polônia (a terceira árvore mais grossa do país)[6] - supostamente plantada para celebrar a Constituição Polonesa de 3 de maio de 1791 pelo próprio Augustyn Gorzeński e um acer campestre - a árvore mais antiga desta espécie na Polônia,
- Florestas que fazem parte do parque natural de Dąbrowy Krotoszyn e Baszków Rochy.
- Alameda Platanów (estrada para Pleszew) - plantada em 1.º de abril de 2006 (no aniversário da morte do Papa João Paulo II).

## Economia
A cidade conta com um pequeno centro de compras e serviços (polícia, correios, centro de saúde) e industrial (indústria alimentícia - Cooperativa Distrital de Laticínios Kowalew-Dobrzyca, destilaria, Vitax) especializado na produção de chás de ervas e frutas, produtos farmacêuticos à base de plantas medicinais. Adros - abatedouro de aves, exporta seus produtos para toda a Europa e, principalmente, para os estados membros da União Europeia). Uma parcela significativa da população trabalha fora da agricultura. A cidade tem a sede do Banco de Cooperativo, que possui filiais em Odolanów, Rozdrażew e Sośnie.

## Monumentos

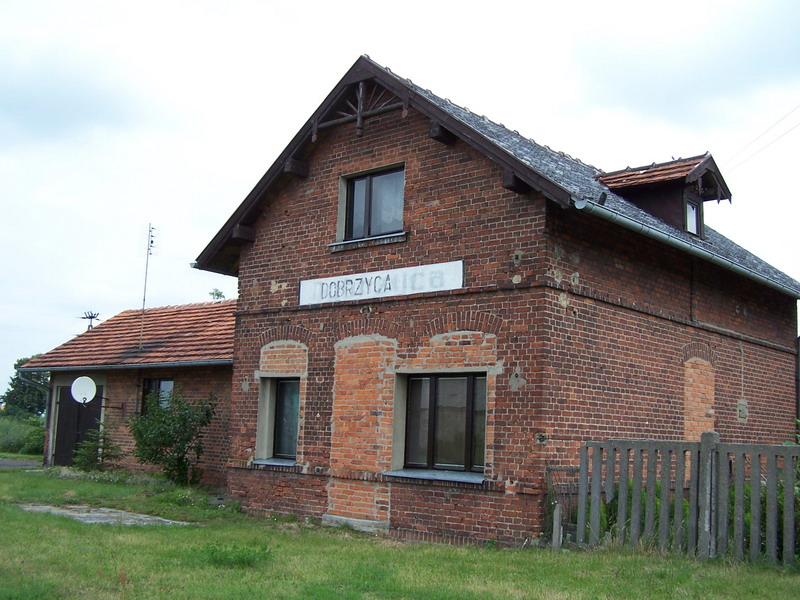
Estação da ferrovia de acesso Krotoszyńska, atualmente desativada

- Igreja paroquial de Santa Tecla na praça principal, em madeira, construída pelo carpinteiro Antoni Wilczerowicz em 1778, ampliada em 1834, com móveis no estilo rococó de Franciszek Eytner, e pinturas no altar de Augustyn Kierblewski de 1780-1782 e Gaetano Lapis “São José com o Menino Jesus” de 1756,
- Igreja pós-evangélica, em estilo clássico tardio (década de 1830), de tijolos,
- Antiga estalagem dos finais do século XVIII com um corredor de passagem para a praça principal (uma estalagem dos correios) na rua Rynek 16,
- Palácio Gorzeñski, localizado a pouca distância da praça principal, num vasto parque mantido em estilo inglês (atualmente abriga o Museu da Aristocracia Rural em Dobrzyca),
- Câmara Municipal do final da década de 1920 e início da década de 1930,
- Casa residencial na rua 1 Pleszewska (antiga paróquia evangélica),
- Plátanos, uma das maiores árvores da voivodia da Grande Polônia.